# Popis stijena
Na ovoj stranici predviđen je popis svih tipova stijena.
| Indeks: 0-9 A B C Č Ć D Dž Đ E F G H I J K L Lj M N Nj O P Q R S Š T U V W X Y Z Ž |

## A
Amfibolit
Andezit
Anortozit
Aplit
Argilit
Arkoza

## B
Vezana željezovita formacija
Bazalt
Bazanit
Boninit
Breča
Brokram

## Č
Čert

## D
Dacit
Dijabaz
Dijatomit
Dijamiktit
Diorit
Dolerit
Dolomit
Dunit

## E
Eklogit
Epidiorit
Epidozit
Essexit
Evaporit

## F
Filit
Foidolit
Fonolite

## G
Gabro
Glinenac
Gnajs
Granit
Granodiorit
Granofir
Granulit
Grauvaka

## H
Harzburgit (varijetet peridotita)
Hornblendit

## I
Ignimbrit
Ijolit

## J
Jasperoid
Jaspilite

## K
Karbonatit
Kataklazit
Kimberlit
Komatiit
Kokina
Konglomerat
Kreda
Kremen
Kvarcit
Kvarcni diorit
Kvarcni monzonit

## L
Lamproit
Lamprofir
Lapor
Larvikit
Latit
Lignit
Litchfieldit
Lercolit (varijetet peridotita)
Luxullianite

## M
Migmatit
Milonit
Monzogranit
Monzonit
Mramor
Muljnjak

## N
Nefelinski sijenit
Nefelinit
Norit
Novakulit

## O
Obsidian
Oolit

## P
Pegmatit
Peridotit
Pikrit
Pietra verde
Pješčenjak
Plavi škriljavac
Porfirit
Pseudotahilit
Plovučac
Piroklastit
Piroksenit

## R
Rapakivi granit
Riodacit
Riolit
Rogovača
Rompski porfirit

## S
Skoria
Serpentinit
Silt
Skarn
Slejt
Sijenit

## Š
Šejl
Škriljavac

## T
Tahilit
Takonit
Tefrit
Teralit
Tonalit
Trahit
Troktolit
Trondjemit
Tuf
Turbidit

## U
Ugljen

## V
Vapnenac
Verlit
Vebsterit

## W
Wackestone (vekston)

## Z
Zeleni šrkiljavac

## Ž
Žadeitit